# Evangelische Kirche Schura

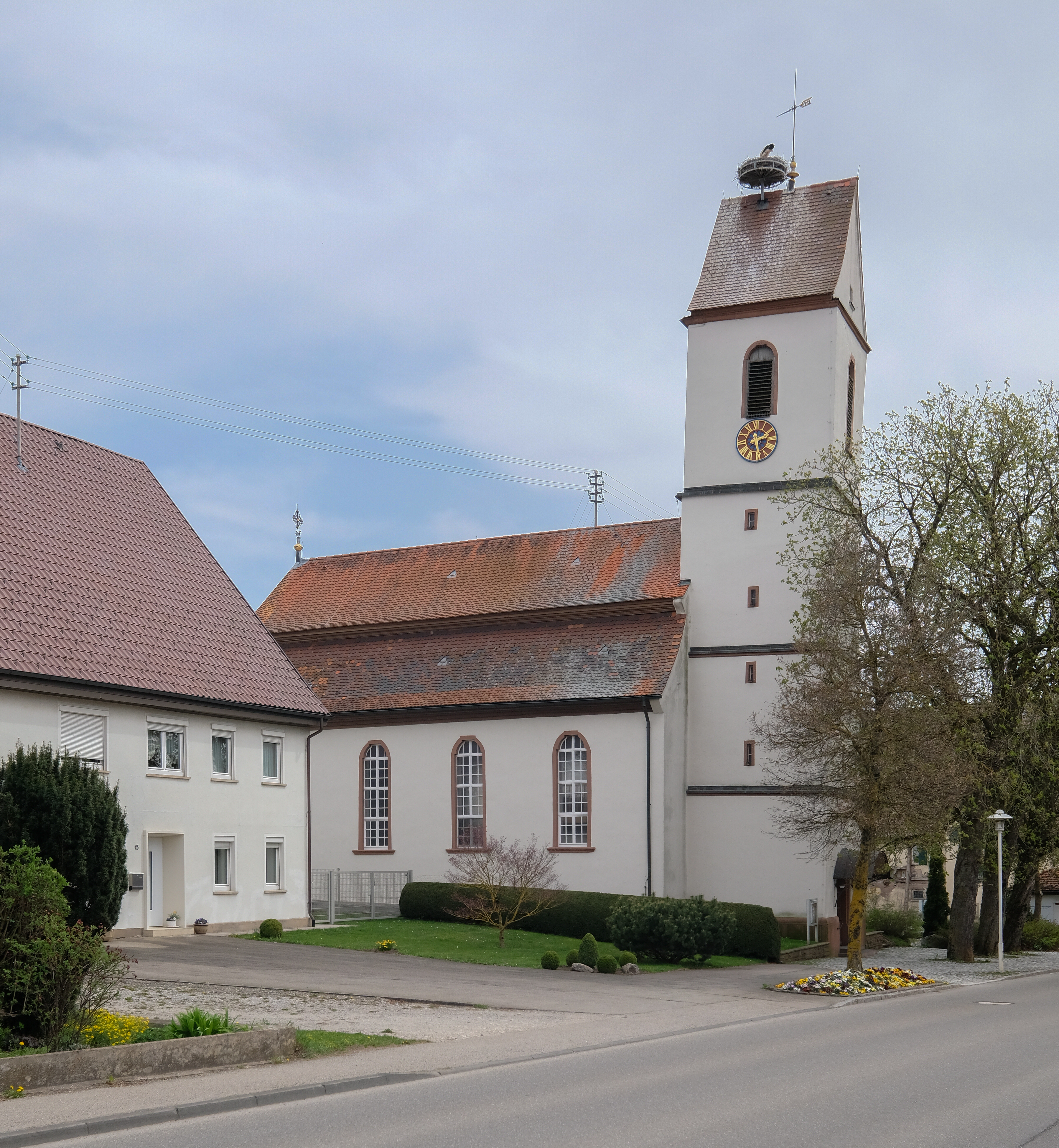
Evangelische Kirche Schura mit schiefem Turm

Die Evangelische Kirche Schura ist eine protestantische Kirche im Trossinger Teilort Schura im Landkreis Tuttlingen in Baden-Württemberg. Sie ist Teil der Evangelischen Kirchengemeinde Trossingen und gehört zur Evangelischen Landeskirche in Württemberg.

## Geschichte
Bereits 1570 wurde im Tuttlinger Kellerei-Lagerbuch in Schura eine Kapelle erwähnt, die dem heiligen Andreas geweiht war. Vor dem Bau der heutigen Kirche befand sich die Kapelle in einem derart schlechten baulichen Zustand, dass sie nur noch unter Lebensgefahr betreten werden konnte und der Turm wegen Einsturzgefahr abgerissen werden musste. Später drohten auch die Seitenmauern einzustürzen, sodass die Schuraer Gemeindeglieder längere Fußwege in Kauf nahmen und die Evangelische Marienkirche (Vorläufer der heutigen Martin-Luther-Kirche) im benachbarten Trossingen besuchten.
1737 wurde dann die neue evangelische Kirche in Schura innerhalb eines halben Jahres erbaut. Sie ist für ihren markant schiefen Turm bekannt, der laut Messung aus dem Jahr 2022 24,84 Meter hoch ist und eine Neigung von 1,4 Grad und einen Überhang von 62 Zentimetern aufweist.
Der Turm erhielt erst im Jahr 1898 eine Uhr, die 1961 durch eine elektrische Turmuhr ersetzt wurde welche nicht mehr täglich von Hand aufgezogen werden musste. 1965 erhielt der Kirchturm einen neuen Glockenstuhl aus Stahl und das Geläut wurde auf fünf Glocken ergänzt. 
Die seelsorgerliche Betreuung von Schura erfolgte durch die Trossinger Pfarrer, da Schura seit der Reformationszeit eine Filialgemeinde des Evangelischen Pfarramts Trossingen war. Erst 1846 wurde Schura zur eigenständigen Pfarrei erhoben, zunächst unter der Betreuung von Pfarrverwesern. Seit 1894 hatte Schura dann durchgehend einen eigenen Pfarrer. Seit dem 1. Januar 2015 gehört Schura wieder offiziell zur Evangelischen Kirchengemeinde Trossingen.
Hohe Heizkosten haben dazu geführt, dass die Gottesdienste in den Wintermonaten regelmäßig ins benachbarte Gemeindehaus verlegt werden.

## Orgel
Die Kirche beherbergt eine moderne Orgel des Orgelbauers Mühleisen aus Leonberg, die im Jahr 2008 installiert wurde und die vorherige Walcker-Serienorgel nach über 45 Jahren Betrieb ersetzt. Die neue Orgel wurde im Altarraum aufgestellt, um eine größere Raumhöhe nutzen zu können. Um die Fenster nicht zu verbauen und sie architektonisch harmonisch in den Kirchenraum zu integrieren, wurde das Gehäuse in zwei Hälften geteilt und der Spieltisch in der Mitte platziert. Das Instrument ist als Wechselschleifenorgel konzipiert und ermöglicht dadurch eine flexible Nutzung der Manualregister auf den zwei Klaviaturen. Die Subkoppel II/I und markante grundtönige Register verleihen ihr eine Klangfülle, die für Instrumente dieser Größenordnung ungewöhnlich ist.